# Prosopocera ochracea
Prosopocera ochracea är en skalbaggsart som beskrevs av Stefan von Breuning 1936. Prosopocera ochracea ingår i släktet Prosopocera och familjen långhorningar. Inga underarter finns listade i Catalogue of Life.